# Follemente (singolo)
Follemente è un singolo della cantautrice italiana Levante, pubblicato il 20 febbraio 2025.

## Descrizione
Il brano, scritto e composto dalla stessa cantautrice, è prodotto da Antonio Filippelli ed è stato inserito nella colonna sonora dell'omonimo film diretto da Paolo Genovese.

## Tracce
Testi e musiche di Claudia Lagona.
1. Follemente – 3:20

## Formazione
- Levante – voce
- Alessio Sanfilippo – batteria
- Cristian Milani – masterizzazione
- Antonio Filippelli – basso, chitarra, sintetizzatore, programmazione, produzione, missaggio, registrazione
- Daniel Bestonzo – chitarra, sintetizzatore
- Gianmarco Manilardi – programmazione, registrazione